# Teton River (Marias River)
Der Teton River ist ein 240 km langer rechter Nebenfluss des Marias River im US-Bundesstaat Montana. 
Das Quellgebiet des Teton River befindet sich in der Rocky Mountain Front im Westen von Montana. Der Fluss entsteht am Zusammenfluss seiner beiden Quellflüsse North Fork Teton River (etwa 30 km lang) und South Fork Teton River (17 km lang) am Fuße der Rocky Mountains. Er fließt in östlicher Richtung durch die Great Plains. Oberhalb von Choteau befindet sich das Eureka Reservoir, das vom Teton River gespeist wird. Der natürliche Flusslauf des Teton River führt südlich am Stausee vorbei. Der Teton River mündet schließlich gegenüber der Ortschaft Loma in den Marias River, 1,5 km oberhalb dessen Einmündung in den Missouri River. Der Unterlauf des Teton River verläuft nördlich vom Missouri River. Das Einzugsgebiet des Teton River umfasst 5248 km². Der mittlere Abfluss an der Mündung beträgt 1,3 m³/s.